# Otelfingen
Otelfingen es una comuna suiza del cantón de Zúrich, situada en el distrito de Dielsdorf. Limita al norte con las comunas de Niederweningen y Schleinikon, al este con Boppelsen, al sureste con Buchs, al sur con Dänikon y Hüttikon, y al oeste con Würenlos (AG) y Wettingen (AG).

## Transportes
Ferrocarril
Cuenta con una estación ferroviaria en la que efectúan parada trenes de cercanías de una línea perteneciente a la red S-Bahn Zúrich. Existe también el apeadero de Otelfingen-Golfpark que cuenta con los mismos servicios ferroviarios.